# Route der Industriekultur Rhein-Main Hessischer Unterer Main

Logo der Route der Industriekultur Rhein-Main

Die Route der Industriekultur Rhein-Main Hessischer Unterer Main ist eine Teilstrecke der Route der Industriekultur Rhein-Main am hessischen unteren Main und umfasst die Städte Hochheim am Main, Flörsheim am Main, Raunheim und Kelsterbach. Die beiden Städte Hattersheim am Main und Rüsselsheim am Main, die ebenfalls geografisch am unteren Main liegen, haben eigene Teilrouten, siehe: Route der Industriekultur Rhein-Main Hattersheim am Main und Route der Industriekultur Rhein-Main Rüsselsheim.
Das Projekt versucht Denkmäler der Industriegeschichte im Rhein-Main-Gebiet zu erschließen.

## Liste der Industriekulturdenkmäler am unteren Main in Hessen

### Hochheim am Main
| Hessischer Unterer Main: Hochheim am Main              | Hessischer Unterer Main: Hochheim am Main | Hessischer Unterer Main: Hochheim am Main | Hessischer Unterer Main: Hochheim am Main                                                                                             | Hessischer Unterer Main: Hochheim am Main | Hessischer Unterer Main: Hochheim am Main |
| Lage                                                   | Objekt                                    | Entstehungsjahr                           | Beschreibung | Bild                                      |                                           |
| ------------------------------------------------------ | ----------------------------------------- | ----------------------------------------- | --- | ----------------------------------------- | ----------------------------------------- |
| Hochheim am Main Massenheimer Landstraße 3 (Standort)  | Wasserturm                                | 1897                                      | Ein runder sich verjüngender Backsteinturm, mit Gliederung durch Sandsteinfassadenelementen. Der Hochbehälter ist eine Rekonstruktion | Wasserturm                                |                                           |
| Hochheim am Main Burgeffstraße 42 (Standort)           | Wasserturm in der Burgeffstraße           |                                           | | Wasserturm in der Burgeffstraße           |                                           |
| Hochheim am Main Geheimrat-Hummel-Platz 1 (Standort)   | Burgeff-Kellerei                          |                                           | siehe Carl Burgeff | Burgeff-Kellerei                          |                                           |
| Hochheim am Main Mainzer Straße 23–25 (Standort)       | ehemalige Sektkellerei Graeger            |                                           | | ehemalige Sektkellerei Graeger            |                                           |
| Hochheim am Main Flörsheimer Straße 2 (Standort)       | ehemaliges Elektrizitätswerk Hochheim     |                                           | | ehemaliges Elektrizitätswerk Hochheim     |                                           |
| Hochheim am Main Bahnhofstraße 2 (Standort)            | ehemalige Sektkellerei                    |                                           | | ehemalige Sektkellerei                    |                                           |
| Hochheim am Main Bahnhofstraße 9 (Standort)            | Bahnhof Hochheim                          |                                           | | Bahnhof Hochheim                          |                                           |
| Hochheim am Main Neckarstraße 2 (Standort)             | Bauhof                                    |                                           | | Bauhof                                    |                                           |
| Hochheim am Main Neckarstraße 9 (Standort)             | Sucrest                                   |                                           | | Sucrest                                   |                                           |
| Hochheim am Main Sandweg; Weinbergwanderweg (Standort) | Königin-Victoria-Denkmal                  |                                           | | Königin-Victoria-Denkmal                  |                                           |

### Flörsheim am Main
| Hessischer Unterer Main: Flörsheim am Main                                        | Hessischer Unterer Main: Flörsheim am Main                     | Hessischer Unterer Main: Flörsheim am Main | Hessischer Unterer Main: Flörsheim am Main | Hessischer Unterer Main: Flörsheim am Main | Hessischer Unterer Main: Flörsheim am Main |
| Lage                                                                              | Objekt                                                         | Entstehungsjahr                            | Beschreibung                               | Bild                                       |                                            |
| --------------------------------------------------------------------------------- | -------------------------------------------------------------- | ------------------------------------------ | ------------------------------------------ | ------------------------------------------ | ------------------------------------------ |
| Flörsheim am Main Rhein-Main-Deponiepark (an der Bundesstraße 40) (Standort)      | Biomassekraftwerk und biologische Bodenreinigungsanlage Wicker |                                            |                                            | BW                                         |                                            |
| Flörsheim am Main an der Bundesstraße 40 (Standort)                               | Straßenmühle                                                   |                                            |                                            | BW                                         |                                            |
| Flörsheim am Main westlich von Flörsheim am Main / nördlich der L 3028 (Standort) | ehemaliger Dyckerhoff Steinbruch                               |                                            |                                            | BW                                         |                                            |
| Flörsheim am Main nördlich von Keramag (Standort)                                 | Werkssiedlung Falkenberg                                       |                                            |                                            | BW                                         |                                            |
| Flörsheim am Main Böttger Straße (Standort)                                       | ehemalige Keramag                                              |                                            |                                            | BW                                         |                                            |
| Flörsheim am Main (Standort)                                                      | Hafen und Tanklager Flörsheim                                  |                                            |                                            | Hafen und Tanklager Flörsheim              |                                            |
| Flörsheim am Main Untermainstraße 21 (Standort)                                   | ehemalige Fayence Fabrik                                       |                                            |                                            | BW                                         |                                            |
| Flörsheim am Main Bahnhofstraße 24 (Standort)                                     | Bahnhof                                                        |                                            |                                            | Bahnhof                                    |                                            |
| Flörsheim am Main Weilbacher Straße (Standort)                                    | ehemaliges Auslieferungslager von Renault                      |                                            |                                            | ehemaliges Auslieferungslager von Renault  |                                            |

### Raunheim
| Hessischer Unterer Main: Raunheim                     | Hessischer Unterer Main: Raunheim      | Hessischer Unterer Main: Raunheim | Hessischer Unterer Main: Raunheim | Hessischer Unterer Main: Raunheim      | Hessischer Unterer Main: Raunheim |
| Lage                                                  | Objekt                                 | Entstehungsjahr                   | Beschreibung | Bild                                   |                                   |
| ----------------------------------------------------- | -------------------------------------- | --------------------------------- | --- | -------------------------------------- | --------------------------------- |
| Raunheim Hafenstraße (Standort)                       | Hafen und ehemalige Staustufe Raunheim | 1882–1886                         | Die Staustufe Raunheim wurde in den Jahren 1882 bis 1886 gebaut. In den 1930er Jahren wurde sie durch die Staustufe Eddersheim ersetzt. Die ehemalige untere Schleusenkammer wird heute vom Yachtclub Untermain e. V. im ADAC als Yachthafen genutzt. Der Mainuferweg führt direkt am Gelände vorbei. | Hafen und ehemalige Staustufe Raunheim |                                   |
| Raunheim Rudolf-Ihm-Straße (Standort)                 | Resart Ihm - Alte Lederfabrik          |                                   | | Resart Ihm - Alte Lederfabrik          |                                   |
| Raunheim Frankfurter Straße, Im Prime Park (Standort) | ehemaliges Werk Hessenland             |                                   | | ehemaliges Werk Hessenland             |                                   |
| Raunheim (Standort)                                   | Ölhafen Raunheim                       |                                   | | Ölhafen Raunheim                       |                                   |

### Kelsterbach
| Hessischer Unterer Main: Kelsterbach                  | Hessischer Unterer Main: Kelsterbach     | Hessischer Unterer Main: Kelsterbach | Hessischer Unterer Main: Kelsterbach | Hessischer Unterer Main: Kelsterbach     | Hessischer Unterer Main: Kelsterbach |
| Lage                                                  | Objekt                                   | Entstehungsjahr                      | Beschreibung | Bild                                     |                                      |
| ----------------------------------------------------- | ---------------------------------------- | ------------------------------------ | --- | ---------------------------------------- | ------------------------------------ |
| Kelsterbach nördlich des Mönchhof-Dreiecks (Standort) | ehemaliges Ticona-Werk                   |                                      | Das ehemalige Ticona-Werk wurde bis zu den 2010er Jahren, wegen der dritten Landebahn des Frankfurter Flughafens, komplett zurückgebaut. | ehemaliges Ticona-Werk                   |                                      |
| Kelsterbach Am Main (Standort)                        | Versorgungshafen Flughafen Kelsterbach   |                                      | | Versorgungshafen Flughafen Kelsterbach   |                                      |
| Kelsterbach Waldstraße 99–101 (Standort)              | ehemalige Dentalfabrik                   |                                      | | ehemalige Dentalfabrik                   |                                      |
| Kelsterbach Rüsselsheimer Straße 100 (Standort)       | ehemalige Vereinigte Glanzstoff-Fabriken |                                      | | ehemalige Vereinigte Glanzstoff-Fabriken |                                      |
| Kelsterbach Helfmannstraße 5–13 (Standort)            | Arbeitersiedlung Helfmannstraße          |                                      | | weitere Bilder                           |                                      |
| Kelsterbach Rüsselsheimer Straße (Standort)           | Bahnhof Kelsterbach                      |                                      | | Bahnhof Kelsterbach                      |                                      |
| Kelsterbach Untergasse 5 (Standort)                   | Fayence- und Steingutmanufaktur          |                                      | | Fayence- und Steingutmanufaktur          |                                      |